# Чхве Джон Вон
Чхве Джон Вон (кор. 최정원, 崔貞洹, (англ. Choi Jung Won, р.16 марта 1990 в Сеуле) — южнокорейская шорт-трекистка, двукратная чемпионка мира 2010 года в эстафете и в команде.

## Спортивная карьера
Чхве Джон Вон хотела заниматься тхэквондо, когда училась в первом классе начальной школы Вольчон в Сеуле, но по совету мамы решила кататься на коньках. В 2001 году в возрасте 11 лет она выиграла национальный чемпионат среди девушек в общем зачёте, а на следующий год, в 6-м классе начальной школы повторила результат, снова победив.
В 2006 году стала обладательницей серебряной медали в многоборье на чемпионате мира среди юниоров в Меркуря-Чук, завоевав 2-е места на 1000, 1500 м и в суперфинале, а также в эстафете. В 2009 году завоевала золотую медаль на 3000 м и серебряную в эстафете на зимней Универсиады в Харбине. В том же году поступила в Корейский Университет на факультет физического воспитания
В апреле на отборочных соревнованиях на Олимпиаду 2010 года Чхве Джон Вон заняла 4-е место по сумме всех дистанции и отобралась в национальную сборную на сезон 2009/10 годов. Однако она упала во время тренировки 9 июля и вывихнула левое бедро. В результате в суставе образовались костные отломки, сломалась медиальная головка бедренной кости. Только через три месяца она приступила к тренировкам, но набрать форму не успела и не попала в основной состав эстафеты.
В 2010 году на зимних Олимпийских играх в Ванкувере была запасной в эстафетной команде, в марте стала обладательницей золотой медали эстафеты на чемпионате мира в Софии, и золотой медали чемпионата мира среди команд в Бормио. Сезон 2010/2011 годов она пропустила из-за травмы бедра. В 2012 году стала бронзовой призёркой в эстафете на чемпионате мира в Шанхае.
В апреле 2016 года она официально завершила карьеру спортсменки.